# Ламбетский дворец
Ла́мбетский дворе́ц (англ. Lambeth Palace) — лондонская резиденция архиепископа Кентерберийского, расположенная на южном берегу Темзы, в районе Ламбет.
Участок на другом берегу от Вестминстера принадлежал архиепископам уже в XIII столетии, а в XIV веке здесь судили Джона Виклифа. От построек тех времён сохранилась только часовня в готическом стиле. Башня лоллардов, во время Английской революции служившая тюрьмой для инакомыслящих, была возведена в 1440 году. Кирпичный въезд на территорию дворца — постройка эпохи Тюдоров.
Сам дворец был выстроен заново после революции в архаическом духе с элементами готики и обновлён в период «готического возрождения» архитектором Эдвардом Блором. Во дворце можно видеть портреты архиепископов работы выдающихся живописцев Ганса Гольбейна Младшего, Антониса Ван Дейка, Уильяма Хогартаа и сэра Джошуа Рейнольдса, а также официальную библиотеку архиепископов, основанную в 1610 году.